# Michael Bradley (soccer)
Pour les articles homonymes, voir Michael Bradley et Bradley.
Michael Bradley, né le 31 juillet 1987 à Princeton aux États-Unis, est un joueur international américain de soccer jouant au poste de milieu défensif.
Il est le fils de l’entraîneur Bob Bradley.

## Biographie
Petit à petit, ce jeune joueur qui joue au poste de milieu offensif en club, alors qu'il est un milieu défensif international américain, a su s'imposer comme un titulaire indiscutable avec le SC Heerenveen. Après le départ de la star brésilienne du club, Afonso Alves, pour la Premier League et Middlesbrough, il est devenu le principal atout offensif de son club.
Durant l'été 2008, il quitte les Pays-Bas et le club d'Heerenveen, pour l'Allemagne et le Borussia Mönchengladbach. Il est prêté le 31 janvier 2011 au club anglais d'Aston Villa jusqu'à la fin de la saison.
Il signe ensuite en Italie, pour rejoindre le Chievo Vérone, où il restera une saison, inscrivant au passage un but. L'année d'après, il rejoint l'AS Roma pour un montant de 3,75 millions d'euros, contrat de quatre ans à la clé. Il prend part à de nombreux matches depuis 2012. Auteur d'un but en 30 matches de Serie A lors de sa première saison sous le maillot de la Louve, il est considéré comme un joueur important au sein du club romain.
Mais lors du mercato hivernal en 2014, Michael Bradley décide de retourner en Amérique du Nord. Il est transféré pour la somme de 10 millions d'euros à Toronto, membre de la MLS. Sa signature est accompagnée d'un partenariat entre l'AS Roma et le Toronto FC qui concerne deux matches amicaux sur six ans et une formation des jeunes joueurs de Toronto à Rome. Il est présenté le 13 janvier en compagnie de l'autre recrue phare, Jermain Defoe.
Il connait sa 150e sélection lors de la Gold Cup 2019. Il est actuellement le troisième joueur le plus capé de l'histoire de la sélection américaine, derrière Cobi Jones et Landon Donovan, avec 151 sélections et 17 buts inscrits depuis sa dernière rencontre internationale face au Canada en Ligue des nations le 15 octobre 2019.

## Palmarès

### En club
AS Rome
- Vice-champion d'Italie en 2014
- Finaliste de la Coupe d'Italie en 2013

 Toronto FC
- Vainqueur de la Coupe MLS en 2017
- Vainqueur du Supporters' Shield en 2017
- Vainqueur du Championnat canadien en 2017, 2018 et 2020
- Finaliste du Championnat canadien en 2014, 2019, 2021 et 2022
- Finaliste de la Coupe MLS en 2016 et 2019
- Finaliste de la Ligue des champions en 2018
- Finaliste de la Campeones Cup en 2018

### En sélection
États-Unis
- Vainqueur de la Gold Cup en 2007 et 2017
- Finaliste de la Coupe des confédérations en 2009
- Finaliste de la Gold Cup en 2011 et 2019
- Finaliste de la Ligue des nations en 2021
- Meilleur joueur de la Gold Cup en 2017

## Distinctions individuelles
- Meilleur joueur de la Gold Cup 2017
- Membre de l'équipe type de la Gold Cup 2017